# Anxiang
Anxiang, tidigare romaniserat Ansiang, är ett härad som lyder under Changdes stad på prefekturnivå i Hunan-provinsen i sydöstra Kina.